# Список предстоятелей Александрийской православной церкви
В список входят православные («греческие») епископы и патриархи Александрии (см. Папа и патриарх Александрийский и всей Африки, Список коптских патриархов). В скобках даны годы правления.

## Епископы Александрийские (42—325)
- св. Апостол и евангелист Марк (ок. 42 — 4 апреля 62/63)
- св. Аниан (ок. 62/63 — 16 ноября 83/84)
- св. Авилий (ок. 84 — 22 февраля 95 или 98)
- св. Кедрон (ок. 98 — 5 июня 105…109)
- св. Прим (ок. 110 — 17 июля 121)
- св. Юст (Юстин) (ок. 121 — 11 августа 130)
- св. Евмен (ок. 131 — 7 октября 139…144)
- св. Марк II (Маркиан) (ок. 144 — 1 января 149…154)
- св. Келадион (Келладий) (ок. 154 — 3 июля 164…167)
- св. Агриппин (Агриппа) (ок. 167 — 30 января 180)
- св. Юлиан (Юлий) (180 — 4 марта 189)
- св. Димитрий (189 — 8 октября 231)
- св. Иракл (231/232 — 5 декабря 246/47), первый называемый термином «Папа»
- св. Дионисий Великий (247/48 — 10 сентября 264/65; память: 5 октября)
- св. Максим (264/65 — 9 апреля 282)
- св. Феона (282 — 23 августа 300)
- св. Пётр (кон. 300 — 25 ноября 311), у Епифания Кипрского назван архиепископом[1]
- св. Ахилла (ок. 312 — июнь 313)

## Архиепископы Александрийские (325—451)
- св. Александр I (ок. 313 — 19 апреля 328)
- св. Афанасий Великий (328—336)
- Пист, арианин (ок. 337 — ок. 338)
- св. Афанасий Великий, повторно (23 ноября 337 — 19 марта 339)
- Григорий, арианин (22 марта 339…341 — 344…346)
- св. Афанасий Великий, 3-й раз (23 октября 346 — 9 февраля 356)
- Георгий, арианин (24 февраля 357 — 2 октября 358)
- Георгий, арианин, повторно (26 ноября 361 — 24 декабря 361)
- Лукий, арианин (кон. 361)
- св. Афанасий Великий, 4-й раз (21 февраля 362 — 24 октября 362)
- св. Афанасий Великий, 5-й раз (нач. 364 — 4 мая 365)
- Лукий, арианин, повторно (декабрь 365)
- св. Афанасий Великий, 6-й раз (1 февраля 366 — 2 мая 373)
- св. Пётр II (373—374)
- Лукий, арианин, 3-й раз (375 — 30 мая 378)
- св. Пётр II, повторно (379 — 14/15 февраля 380)
- св. Тимофей I (380 — 20 июля 384)
- св. Феофил (384 — 15 октября 412)
- св. Кирилл Великий (17 октября 412 — 27 июня 444)

## Патриархи Александрийские (с 451 года)
- Диоскор I, антихалкидонит (444 — 1 сентября 451)
- св. Протерий халкидонит (ноябрь 451 — 28 марта 457)
- Тимофей II Элур, антихалкидонит (март 457 — январь 460)
- Тимофей III Салофакиол халкидонит (июнь 460 — декабрь 475)
- Тимофей II Элур, антихалкидонит, повторно (кон. 475 — 31 июля 477)
- Пётр III Монг, антихалкидонит (лето 477 — 4 сентября 477)
- Тимофей III Салофакиол, халкидонит, повторно (сентябрь 477 — июнь 482)
- Иоанн I Талайя Халкидонит (июнь 482 — декабрь 482)
- Пётр III Монг, антихалкидонит, повторно (декабрь 482 — 29/31 октября 489)
- Афанасий II Келит халкидонит (489/90 — 17 сентября 496/97)
- Иоанн II Мела, антихалкидонит (496 — 29 апреля 505/507)
- Иоанн III Никиот, антихалкидонит (ок. 507 — 22 мая 516/17)
- Диоскор II, антихалкидонит (516/17 — 9 октября 517…520)
- Тимофей IV, антихалкидонит (ок. 520 — 7/8 февраля 535…537)

### Раскол кафедры нахалкидонитскуюиантихалкидонитскую(536—580)
- Феодосий I, антихалкидонит (535—537)
- Гайан (Гайна), антихалкидонит (535—537)
- Павел Тавеннисиот (ок. 539 — 540/41)
- Зоил (ок. 541 — июль 551)
- св. Аполлинарий (551 — ок. 568)
- Иоанн IV (ок. 569 — ок. 579)
- вдовство кафедры
- св. Евлогий I (ок. 580 — 13 февраля 607/08; память: 13 февраля)
- св. Феодор (Феодосий) Скрибон (607/08 — 3 декабря 609)
- св. Иоанн V Милостивый (609/10 — 619/20; память: 12 ноября)
- Георгий I ((ок. 621 — ок. 630)
- Кир, монофелит (630/631 — 642…644)
- Петр IV (642…644 — 651…654)

вдовство кафедры
- Иоанн VI (?)
- Евтихий (?)
- Петр V (?)
- Петр VI (?) (кон. VII в.), один из подписантов решений Трулльского собора (691—692)

### Мелькитский период
- Косма I (727…731 — после 767)
- Политиан (до 787 — ок. 801)
- Евстафий (ок. 801 — ок. 805)
- Афанасий II (?)
- Христофор I (ок. 805 — 836…841)
- Софроний I (836…841 — 17 ноября 859)
- Михаил I (Сиаил) (кон. 859 — 871/72)
- Михаил II (871/72 — 21 августа 903)
- Иоанн VII Майюма (?)
- Христодул (Абд аль-Масих) (17 июня 907 — 21 ноября 932)
- Евтихий II (Саид ибн-Батрик) (6/7 февраля 933 — 11/12 мая 940)
- Софроний II (ок. 941)
- Исаак (август или сентябрь 941 — 954)
- Иов (Иаков) (ок. 954 — 7 сентября 960)
- Илия I (июнь или июль 964 — нач. 972)
- Илия II (после 972 — 12 мая 1000)
- св. Арсений I (17 июня 1000 — 4 июля 1010)
- Феофил II (Филофей) (1010? — 1020?)
- Георгий II (2 апреля 1021 — 1036 или 1052)
- Леонтий (1052—1059)
- Александр II (1059—1062)
- Иоанн VIII Кодонат (1062—1100)
- Евлогий II (1100—1117)
- Савва (ок. 1100 — ок. 1122)
- Кирилл II (?—?)
- Феодосий II (?—1166)
- Софроний III (ок. 1166 — 1171)
- Илия III (ок. 1171 — ок. 1175)
- Елевферий (Альфтер) (ок. 1175 — 1180)

### Период реэллинизации
- Марк III (ок. 1180 — 1209)
- Николай I (до февраля 1210 — ок. 1235 или 1243)
- Григорий I (ок. 1235 или 1243 — ок. 1243 или 1263)
- Николай II (ок. 1243 или 1263 — 1276)
- Афанасий III Синаит (1276 — ок. 1308 или 1316)
- Григорий II (ок. 1308 или 1316 — ок. 1332 или 1354)
- Григорий III (ок. 1332 или 1354 — ок. 1350 или 1366)
- Нифонт (ок. 1350 или 1366 — ок. 1371 или 1385)
- Марк IV (ок. 1371 или 1385 — ок. 1385 или 1389)
- Николай III (ок. 1385 или 89 — ок. 1397/98)
- Григорий IV (ок. 1397/98 — ок. 1412)  (в «Дионисиевском каталоге» Александрийских патриархов указан как Григорий V (греч. Γρηϒόριος ὁ Ε). Сведений о его жизни не сохранилось[2]).
- Николай IV (ок. 1412 — ок. 1417)
- Афанасий IV (ок. 1417 — ок. 1425 или 1428)
- Марк V (ок. 1425 или 1428 — ок. 1435 или 1437)
- Филофей I (Феофил) ((ок. 1435 или 1437 — ок. 1459)
- Марк VI (1459 — ок. 1484)
- Григорий V (1484 — ок. 1486)
- Иоаким I Афинянин (6 августа 1487 — 1565/1567, с перерывом)
- Филофей II (упомянут в 1523)
- Григорий VI (?)
- Сильвестр Критянин (12 апреля 1569 — июль 1590)
- Мелетий I Пигас (5 августа 1590 — 13 сентября 1601)
- Кирилл III Лукарис (1601/02 — 4 ноября 1620)
- Герасим I Спарталиот (30 ноября 1620 — 30 июля 1636)
- Митрофан Критопул (сентябрь 1636 — 20 мая 1639)
- Никифор Кларонцан (кон. мая 1639 — апрель 1645)
- Иоанникий Киприот (9 июля 1645 — 15 сентября 1657)
- Паисий (15 октября 1657 — ок. 1665)
- Иоаким II (ок. 1665 — ок. 1667)
- Паисий, повторно (1668 — 1677/78)
- Парфений I (1678 — 30 июня 1688)
- Герасим II Палиот (Паллада) (25 июля 1688 — 20 января 1710)
- Самуил (Капасулис) (22 января 1710 — 1712)
- Косма (1712 — 28 февраля 1714)
- Самуил (Капасулис), повторно (1714 — нач. сентября 1723)
- Косма II, повторно (12 сентября 1723 — 28 ноября 1736)
- Косма III (5 марта 1737 — 3 июня 1746)
- Матфей Псалт (26 сентября 1746 — 1 мая 1766)
- Киприан (22 июля 1766 — 1783)
- Герасим III Гимарис (20 июня 1783 — 6 августа 1788)
- Парфений II Панкостас (13 сентября 1788 — 9 сентября 1805)
- Феофил II (9 ноября 1805 — 14 октября 1825)
- Иерофей I Фессалиец (октябрь 1825 — 8 сентябрь 1845)
- Артемий Пардалис (сентябрь 1845 — 1 январь 1847)
- Иерофей II Сифниот (20 апреля 1847 — 1 январь 1858)
- Каллиник Олимпийский (26 января 1858 — 24 мая 1861)
- Иаков II Патмосец (25 мая 1861 — 30 декабря 1865)
- Никанор (17 января 1866 — 31 марта 1869)
- Нил (2 апреля 1869 — 11 июня 1870)
- Софроний IV (11 июня 1870 — 22 августа 1899)
  - Мелетий (Апостолопулос) (3 сентября 1899 — 22 января 1900), местоблюститель, протосинкелл
- Фотий (22 января 1900 — 4 сентября 1925)
  - Феофан (Мосхонас) (4 сентября 1925 — 20 мая 1926), местоблюститель, митрополит Триполийский

### Новейший период
- Мелетий II Метаксакис (20 мая 1926 — 28 июля 1935)
  - Феофан (Мосхонас) (4 августа 1935 — 11 февраля 1936), местоблюститель, митрополит Триполийский
- Николай V (11 февраля 1936 — 3 марта 1939)
  - Феофан (Мосхонас) (3 марта — 21 июня 1939), местоблюститель, митрополит Триполийский
- Христофор II (21 июня 1939 — 16 ноября 1966)
  - Константин (Кацаракис) (16 ноября 1966 — 10 мая 1968), местоблюститель, митрополит Леонтопольский
- Николай VI (10 мая 1968 — 10 июля 1986)
  - Варнава (Фотарас) (9 июля 1986 — 27 февраля 1987), местоблюститель, митрополит Пилусийский
- Парфений III (27 февраля 1987 — 23 июля 1996)
  - Павел (Лингрис) (23 июля 1996 — 21 февраля 1997), местоблюститель, митрополит Йоханнесбургский
- Пётр VII (21 февраля 1997 — 11 сентября 2004)
  - Петр (Якумелос) (18 сентября — 9 октября 2004), местоблюститель, митрополит Аксумский
- Феодор II (с 9 октября 2004)